# Jasenové
Jasenové es un municipio del distrito de Žilina en la región de Žilina, Eslovaquia, con una población estimada a final del año 2024 de 603 habitantes.
Se encuentra ubicado al oeste de la región, cerca del curso alto del río Váh (cuenca hidrográfica del Danubio) y de la frontera con la región de Trenčín.

## Demografía
| Año        | 1994 | 2004    | 2014    | 2024    |
| ---------- | ---- | ------- | ------- | ------- |
| Población  | 621  | 635     | 599     | 603     |
| Diferencia |      | +2,25 % | −5,66 % | +0,66 % |

| Año        | 2023 | 2024 |
| ---------- | ---- | ---- |
| Población  | 603  | 603  |
| Diferencia |      | +0 % |